# 内藤鵬
内藤 鵬（ないとう ほう、2004年10月5日 - ）は、愛知県名古屋市緑区出身のプロ野球選手（内野手）。右投右打。オリックス・バファローズ所属。

## 経歴

### プロ入り前
中国籍の両親の間に生まれる。名古屋市立浦里小学校5年生の時にコーチから勧誘されて野球を始め、名古屋市立千鳥丘中学校在学時はクラブチームの東山クラブでプレー。チームメイトには、同学年にイヒネ・イツア、1学年上に菊田翔友がいた。
多くの強豪校から勧誘を受けた中で、日本航空高等学校石川へ進学。1年夏の2020年甲子園高校野球交流試合ではベンチ外であった。同年秋から三塁手のレギュラーに定着し、2年春の石川県大会では5本塁打を記録。同年秋からは主将を務めた。高校時代は2年春の石川県大会準優勝が最高成績で、甲子園大会出場はなし。3年夏は準決勝で小松大谷に敗れた。高校通算53本塁打。2学年上に嘉手苅浩太がいた。その後、2022年9月5日にプロ志望届を提出した。
2022年10月20日に開催されたドラフト会議で、オリックス・バファローズから2位指名を受けた。11月16日、金沢市内のホテルで仮契約を結び、契約金6000万円、年俸600万円（推定）で合意し、背番号は25に決まった。

### オリックス時代
2023年、二軍で主に4番打者として起用されていたが、5月5日の阪神タイガース戦（阪神鳴尾浜球場）で走塁中に左膝を負傷し、5月19日に左膝鏡視下外側半月板縫合術を受けた。リハビリを経て、10月19日のみやざきフェニックス・リーグで実戦復帰した。11月28日、現状維持となる推定年俸600万円で契約を更改した。
2024年は、春季キャンプ中の2月17日に行われた練習試合で守備の際に左肩を強打し、左肩関節脱臼と診断される。2月28日に左肩鏡視下バンカート修復術と烏口突起移行術を行ったことが球団から発表された。7月に入りウエスタン・リーグ公式戦にて実戦復帰を果たし、9月13日に初めて一軍に昇格。同日の福岡ソフトバンクホークス戦（京セラドーム大阪）で、9回裏に石川亮の代打で打席に立ち、初打席は三球で空振り三振となる。同カードの15日の試合では、2回一死の場面で打席が回り、大津亮介の速球を捉え左翼フェンス直撃の二塁打となり、プロ初安打を記録した。

## 選手としての特徴・人物
高校通算53本塁打、スイングスピード160km/h以上を誇る強打者で、憧れの選手は中田翔。また、中村剛也の打撃を参考にしている。
前述のように両親は中国人で、家庭内では中国語で会話をしている。ただし、中国に行ったのは小学校時代の1度だけである。
「鵬」という名前は古代中国の伝説に登場する巨大な鳥が由来。

## 詳細情報

### 年度別打撃成績
| 年 度     | 球 団      | 試 合 | 打 席 | 打 数 | 得 点 | 安 打 | 二 塁 打 | 三 塁 打 | 本 塁 打 | 塁 打 | 打 点 | 盗 塁 | 盗 塁 死 | 犠 打 | 犠 飛 | 四 球 | 敬 遠 | 死 球 | 三 振 | 併 殺 打 | 打 率 | 出 塁 率 | 長 打 率 | O P S |
| --------- | ---------- | ----- | ----- | ----- | ----- | ----- | -------- | -------- | -------- | ----- | ----- | ----- | -------- | ----- | ----- | ----- | ----- | ----- | ----- | -------- | ----- | -------- | -------- | ----- |
| 2024      | オリックス | 7     | 21    | 20    | 0     | 2     | 1        | 0        | 0        | 3     | 0     | 0     | 0        | 0     | 0     | 0     | 0     | 1     | 9     | 0        | .100  | .143     | .150     | .293  |
| 通算：1年 | 通算：1年  | 7     | 21    | 20    | 0     | 2     | 1        | 0        | 0        | 3     | 0     | 0     | 0        | 0     | 0     | 0     | 0     | 1     | 9     | 0        | .100  | .143     | .150     | .293  |

- 2024年度シーズン終了時

### 年度別守備成績
| 年 度 | 球 団      | 一塁  | 一塁  | 一塁  | 一塁  | 一塁  | 一塁     |
| 年 度 | 球 団      | 試 合 | 刺 殺 | 補 殺 | 失 策 | 併 殺 | 守 備 率 |
| ----- | ---------- | ----- | ----- | ----- | ----- | ----- | -------- |
| 2024  | オリックス | 1     | 6     | 0     | 0     | 1     | 1.000    |
| 通算  | 通算       | 1     | 6     | 0     | 0     | 1     | 1.000    |

- 2024年度シーズン終了時

### 記録
初記録
- 初出場・初打席：2024年9月13日、対福岡ソフトバンクホークス18回戦（京セラドーム大阪）、9回裏に石川亮の代打で出場、杉山一樹から空振り三振
- 初先発出場：2024年9月14日、対福岡ソフトバンクホークス19回戦（京セラドーム大阪）、6番・指名打者で先発出場
- 初安打：2024年9月15日、対福岡ソフトバンクホークス20回戦（京セラドーム大阪）、2回裏に大津亮介から左越二塁打

### 背番号
- 25（2023年 - ）